# I’m the Problem (песня)
«I’m the Problem» — песня американского кантри-певца Моргана Уоллена. Она была выпущена 31 января 2025 года лейблами Big Loud, Republic Records и Mercury Records в качестве четвёртого сингла из четвёртого студийного альбома Уоллена I’m the Problem и следует за синглами «Lies Lies Lies», «Love Somebody» и «Smile».

## История
Спустя почти год после выхода своего третьего студийного альбома One Thing at a Time Уоллен начал анонсировать новую музыку в январе 2024 года. 12 января 2024 года он поделился аудиозаписью баллады под названием «I Guess», которая впоследствии оказалась «I’m the Problem». Фрагмент демонстрировал «тёмное, запутанное повествование» о том, что Уоллен является деструктивным партнёром в отношениях, в сочетании с «необработанным демо-стилем производства». Вскоре после публикации аудиозапись стала вирусной на TikTok, и поклонники назвали её «нарциссической» песней Уоллена из-за её лирического содержания.
В течение оставшейся части 2024 года Уоллен выпустил акустический набор песен под названием Live from Abbey Road Studios, а также три сингла, которые должны были войти в его грядущий альбом: «Lies Lies Lies», «Love Somebody» и «Smile». 24 января 2025 года певец объявил название своего предстоящего четвёртого студийного альбома и сопровождающего его тура. Он также объявил заглавный трек, который выйдет 31 января 2025 года. Он был написан давними соратниками Эрнестом, Райаном Войтесаком, Грейди Блоком и Джейми Маклафлином, а продюсированием занимались продюсеры Джоуи Мой и Чарли Хендсом, связанные с Big Loud.

## Чарты
Песня «I’m the Problem» уверенно стартовала в стриминге, возглавив после пятничного релиза (31 января) как ежедневный рейтинг Spotify Daily Top Songs USA, так и чарт Apple Music в режиме реального времени. Предварительные прогнозы показывают, что сингл займёт высокое место в топ-10 Billboard Hot 100 или даже дебютирует на первом или втором месте в официальном чарте от 15 февраля. За последние два года Уоллен трижды становился номером один в Hot 100 со своими песнями «Last Night» и «Love Somebody», а также «I Had Some Help» с Post Malone) и ещё пять раз попадал в топ-10. Его новый сингл «I’m the Problem», горькая песня о токсичных отношениях, станет лид-синглом и заглавным треком его грядущего четвёртого альбома.
15 февраля сингл «I’m the Problem» дебютировал на первом месте, став 10-м чарттоппером Уоллена. Он также стал четвертым номером один в чарте потоковых песен Streaming Songs, девятым № 1 в чарте цифровых продаж песен Digital Song Sales и дебютировал на втором месте в Hot 100 (став в нём 13-м хитом Уоллена в топ-10).

### Еженедельные чарты
| Чарт (2025)                           | Высшая позиция |
| ------------------------------------- | -------------- |
| Австралия (ARIA)                      | 21             |
| Австралия (Country Hot 50, The Music) | 3              |
| Канада (Billboard Canadian Hot 100)   | 3              |
| Канада Country (Billboard)            | 1              |
| Мир (Billboard Global 200)            | 16             |
| Ирландия (IRMA)                       | 43             |
| Новая Зеландия (Recorded Music NZ)    | 37             |
| Норвегия (VG-lista)                   | 22             |
| Швеция (Sverigetopplistan)            | 55             |
| Великобритания (OCC UK Singles)       | 44             |
| США (Billboard Hot 100)               | 2              |
| США (Billboard Country Airplay)       | 1              |
| США (Billboard Hot Country Songs)     | 1              |